# Woodham (Surrey)
Woodham – wieś w Anglii, w hrabstwie Surrey. Leży 33 km na południowy zachód od centrum Londynu.